# Der Tyrann (1934)
Der Tyrann (Originaltitel: The Barretts of Wimpole Street) ist ein romantisches Filmdrama von Sidney Franklin aus dem Jahr 1934 über die Liebesbeziehung zwischen der englischen Dichterin Elizabeth Barrett Browning und dem Dichter und Dramatiker Robert Browning.

## Handlung
London im Jahr 1845: Die fast 40-jährige Dichterin Elizabeth Barrett lebt kränklich zusammen mit ihren sechs Brüdern und zwei Schwestern bei ihrem verwitweten Vater Edward. Er hat seinen Töchtern verboten, zu heiraten, da er Liebe für Sünde hält, und regiert tyrannisch im Haushalt. Den Briefkontakt Elizabeths mit dem Dichter Robert Browning akzeptiert er nur, weil er an einen rein beruflichen Gedankenaustausch der beiden glaubt. Als Robert eines Tages Elizabeth besucht, gesteht der ihr seine Liebe, die Elizabeth jedoch zurückweist.
Drei Monate später hat sich Elizabeths Gesundheitszustand merklich gebessert, was sie auf das Liebesgeständnis Roberts zurückführt. Auf Anraten der Ärzte soll sie den Winter in Italien verbringen, wo sich zufälligerweise auch Robert aufhalten wird, doch wird die Reise von ihrem Vater untersagt. Robert macht ihr einen Heiratsantrag, den Elizabeth jedoch in Hinblick auf ihre schlechte Gesundheit ablehnt. Erst als sie erkennt, dass ihr Vater heimlich ein Anwesen in Surrey kaufen will, um sie von Robert zu trennen und auch die Liebe ihrer Schwester Henriette zu Captain Surtees Cook zu unterbinden, nimmt Elizabeth den Heiratsantrag Roberts an. Schon in der folgenden Nacht fliehen Elizabeth und Robert nach Italien – ihren Hund, den Edward in rasender Wut töten lassen will, hat Elizabeth bei sich. Kurze Zeit später findet die Hochzeit zwischen Elizabeth und Robert statt.

## Hintergrund
The Barretts of Wimpole Street entstand nach dem gleichnamigen Theaterstück von Rudolph Besier.
Regisseur Franklin verfilmte die Geschichte 1957 noch einmal unter dem gleichen Titel mit identischen Einstellungen und Dialogen. Darsteller waren diesmal unter anderem John Gielgud und Sam Zimbalist. Filmarchitekt dieser Neuverfilmung war Alfred Junge. Der Film kam im Jahr 1935 unter dem Titel Der Tyrann  in Österreich in die Kinos.

## Auszeichnungen
Bei der Oscarverleihung 1935 war der Film sowohl in der Kategorie bester Film als auch Norma Shearer als beste Hauptdarstellerin nominiert. Im Jahr zuvor konnte Produzent Thalberg den Photoplay Award für den besten Film entgegennehmen.

## Kritik
Variety nannte den Film zu Beginn langsam („slow“), die Handlung werde langsam aufgebaut und habe Schwierigkeiten, wirklich das Interesse des Zuschauers zu wecken. Am Ende jedoch fessele er den Zuschauer. Durchgehend werde der Film von langen Redephasen dominiert.